# Vladimir Ivković
Vladimir Ivković (Niš, 25 luglio 1929 – Zagabria, 10 marzo 1992) è stato un pallanuotista jugoslavo, vincitore di due medaglie d'argento alle olimpiadi di Melbourne 1956 ed Helsinki 1952.